# Aykut Demir
Pour les articles homonymes, voir Demir.
Aykut Demir est un footballeur international turc né le 22 octobre 1988 à Bergen op Zoom dans la province de Brabant-Septentrional aux Pays-Bas.
Il évolue au poste de défenseur central. Il joue actuellement au club du BB Erzurumspor.

## Biographie

### En sélection
Il obtient sa première sélection en équipe nationale de Turquie le 19 novembre 2013 lors d'un match amical contre la Biélorussie.